# Paul Sciacca
Paul Sciacca (15 de junio de 1909 – 27 de agosto de 1986) fue un mafioso de Nueva York que sucedió a Joseph Bonanno como jefe de la familia criminal Bonanno en 1968. Le sucedió Natale Evola en 1971.

## Guerra de la familia Bonanno
En 1964, comenzó una rivalidad en la familia criminal Bonanno cuando el jefe Joseph Bonanno ascendió a su hijo, Salvatore "Bill" Bonanno, al puesto de consigliere por encima del capo mayor Gaspar DiGregorio. La familia se dividió en dos facciones: la de Bonanno y la de DiGregorio-Sciacca. El 28 de enero de 1966 se produjo un atentado contra Salvatore "Bill" Bonanno, hijo de Joseph Bonanno. Los Bonanno sospechaban de Paul Sciacca y su banda, leales a Gaspar DiGregorio. Los periódicos empezaron a llamar a la guerra de la familia Bonanno la "Guerra de las Bananas".
La "guerra de las Bananas" se prolongó durante la segunda mitad de los sesenta, con Sciacca y su principal lugarteniente, Frank Mari, al frente de la facción disidente de soldados y tiradores contra los leales a Bonanno. Durante la guerra murieron menos de una docena de hombres, pero muchos soldados de bajo rango y hombres de ambos bandos fueron golpeados, tiroteados y heridos; el propio Sciacca fue víctima de un atentado contra su vida. La guerra debería haber terminado cuando el depuesto jefe Joe Bonanno sufrió un ataque al corazón en 1968 y prometió retirarse para dejar Nueva York y dirigirse a su casa de Tucson, Arizona, donde se retiraría cómodamente con un puñado de leales subordinados a su lado. Además, en 1968, DiGregorio, sucesor de Bonanno, se encontraba mal de salud, por lo que dimitió como jefe y se retiró, muriendo sólo dos años después. 

## El nuevo jefe
Debido a la "Guerra de las Bananas", en 1968, La Comisión obligó a DiGregorio a retirarse y ascendió oficialmente a Sciacca a jefe. Se convirtió en jefe de una familia criminal muy debilitada, ya que continuaban las rivalidades y las disensiones internas entre la antigua facción DiGregorio-Sciacca y los leales a Bonanno que quedaban. Las hostilidades continuaron dentro de la familia Bonanno en 1969, el último miembro conocido de la familia Bonanno asesinado fue el soldado Thomas Zummo, antiguo miembro de la facción DiGregorio-Sciacca, que fue abatido a tiros el 6 de mayo de 1969. Con la eliminación de los desleales subordinados Mari y Adamo, el jefe de los Bonanno, Paul Sciacca, intentó unir de nuevo a su familia del crimen ascendiendo a los líderes de las dos facciones más influyentes fuera de la suya. Natale Evola, antiguo miembro de la familia y leal a los Bonanno, era el líder de lo que quedaba de la antigua facción Bonanno, mientras que Phil Rastelli había adquirido una gran influencia entre los miembros más jóvenes y prometedores de la familia del crimen y ahora era el líder de la facción de los "jóvenes turcos". Al ascender a Evola a subjefe y a Rastelli a consigliere, Sciacca esperaba alinear a la familia Bonanno y devolverla al nivel de poder e influencia que una vez tuvo dentro de la mafia neoyorquina. En términos numéricos, la familia Bonanno siempre había sido una de las más pequeñas de las Cinco Familias, pero también era una de las más cohesionadas y bien estructuradas, ya que la mayor parte de su administración estaba formada por miembros de la familia emparentados por sangre o matrimonio. Sciacca esperaba al menos reparar los lazos rotos entre los miembros y volver a alinear las tres facciones más influyentes dentro de la familia Bonanno, eliminando de forma efectiva las últimas rivalidades y hostilidades que aún existían, creando cohesión y estabilidad.

## Acusación
El 13 de mayo de 1971, Sciacca fue acusado en Mineola, Nueva York de vender heroína por valor de 100.000 dólares. La acusación fue desestimada posteriormente.

## Muerte
Sciacca falleció el 27 de agosto de 1986 por causas naturales a la edad de 77 años.